# Korn Ferry Tour
El Korn Ferry Tour es el principal tour de desarrollo del PGA Tour. En el participan jugadores que aspiran a acceder al PGA Tour o que han perdido su tarjeta de membresía en este último durante las temporadas recientes. Los 25 jugadores mejor ubicados en el ranking del Korn Ferry Tour al fin de la temporada regular, así como los 25 mejores jugadores en el Korn Ferry Tour Finals (excluidos los anteriores 25) acceden a tarjetas exentas en el PGA Tour. Desde que se suprimió la escuela de clasificación en 2012, el Korn Ferry Tour es la principal vía de acceso al PGA Tour.

## Historia
Anunciado a principios de 1989 por el comisionado del PGA Tour, Deane Beman, el tour de desarrollo del PG Tour tuvo su primera temporada en 1990. Inicialmente fue llamado Ben Hogan Tour, ya que contaba con el patrocinio de Ben Hogan Golf Company. La primera temporada de 1990 tuvo 30 eventos y una bolsa de cerca de $ 100,000 USD. Entre 1993 y 1999 fue conocido como Nike Tour, ya que contaba con el patrocinio de esta compañía. En el año 2000 Buy.com se transformó en el principal patrocinador y el tour fue denominado Buy.com Tour durante tres temporadas (2000–2002).
A partir del comienzo de la temporada 2003 la gira pasó a llamarse Nationwide Tour cuando Nationwide Insurance se convirtió en el próximo patrocinador principal. Después de 9 1⁄2 temporadas como Nationwide Tour, Web.com fue anunciado como el nuevo patrocinador principal a fines de junio de 2012. El acuerdo de patrocinio por 10 años entró en vigencia de inmediato, y el nombre del tour cambió a Web.com Tour.  En junio de 2019, el PGA Tour anunció un acuerdo de 10 años con la consultora de Korn Ferry para reemplazar a Web.com como patrocinador principal del tour.
La gran mayoría de los torneos siempre se ha organizado en Estados Unidos. En 1993 se incorporó el primer torneo internacional con el Monterrey Open en México, el cual fue un evento anual en el calendario hasta 2001. Durante 1994 el tour agregó eventos co-sancionados con el PGA Tour of Australasia en Australia y Nueva Zelanda, así como el Canadian PGA Championship en Canadá. En 2004 se realizó el primer evento en América Latina (Panamá Championship) y desde entonces el número de eventos en la zona ha seguido aumentando, incluyendo eventos en México (desde 2008), Colombia (desde 2010), Chile (entre 2012 y 2015), Brasil (entre 2013 y 2016), República Dominicana (entre 2016 y 2017) y Bahamas (desde 2017).

## Estructura de la competición
Todos los torneos del Korn Ferry Tour funcionan de manera similar a los torneos del PGA Tour, en el sentido de que son eventos por stroke play de 72 hoyos con un corte realizado después de 36 hoyos. Los 65 mejores jugadores y empatados pasan a las dos jornadas finales de las competiciones. Según la época del año (y las horas de luz disponibles), los torneos cuentan con 144 o 156 jugadores. Al igual que en el PGA Tour, el ganador del torneo obtiene un premio en dinero equivalente al 18% del total.
El Korn Ferry Tour tiene una estructura similar al PGA Tour, con una temporada regular seguida por una postemporada llamada Korn Ferry Tour Finals. La postemporada consiste en cuatro torneos que tienen lugar durante los playoffs de la FedEx Cup del PGA Tour. Los 75 mejores en la temporada regular del Korn Ferry Tour acceden a la postemporada. A éstos se suman los jugadores que terminen entre los lugares 126 a 200 en la lista de puntos de la FedEx Cup. Además, son elegibles para participar en el Korn Ferry Tour Finals, quienes jugando como no-miembros del PGA Tour (vía torneos de clasificación o invitaciones) hayan obtenido suficientes puntos en la FedEx Cup, que les hubiesen permitido terminar entre los lugares 126 a 200 (en caso de haber sido miembros). Además, son elegibles los jugadores del PGA Tour a quienes se les han otorgado exenciones médicas para la siguiente temporada. Notar que algunos de los jugadores que finalizan entre las posiciones 126 a 200 de la FedEx Cup podrán conservar su membresía en el PGA Tour por otros medios (p. ej. victorias durante las últimas tres temporadas o membresía de por vida, entre otros), por lo que no todos los jugadores elegibles participarán necesariamente en el Korn Ferry Tour Finals.
El Korn Ferry Tour otorgará 50 tarjetas exentas para la siguiente temporada del PGA Tour. 25 de estas tarjetas corresponderán a los líderes de la temporada regular, mientras que las 25 restantes serán asignadas a quienes terminen mejor ubicados en el Korn Ferry Tour Finals (excluidos los 25 anteriores). Quienes finalicen en el Top 75 de la temporada regular, pero no obtengan tarjetas exentas para el PGA Tour, conservarán una tarjeta exenta para el Korn Ferry Tour. Además conservarán una tarjeta exenta para el Korn Ferry Tour quienes finalicen entre los puestos 26 a 50 en el Korn Ferry Tour Finals y quienes hayan finalizado entre los puestos 126 a 150 en la temporada regular de la FedEx Cup. Quienes, no cumpliendo con los requisitos anteriores, hayan terminado entre los 100 primeros de la temporada regular del Korn Ferry Tour o entre los puestos 151 a 200 en la temporada regular de la FedEx Cup, obtendrán una tarjeta condicional para el Korn Ferry Tour.
Desde 2013, la escuela de clasificación para el PGA Tour fue reemplazada por la escuela de clasificación para el Korn Ferry Tour. De esta manera, ya no es posible acceder directamente al PGA Tour vía escuela de clasificación. Por tanto, este método de ingreso incluye necesariamente un paso por el Korn Ferry Tour. El ganador de la escuela de clasificación estará completamente exento en el Korn Ferry Tour por toda la temporada regular, mientras que quienes finalicen entre las posiciones 2 y 45 obtendrán exenciones completas temporales (estando completamente exentos por un mayor número de torneos quienes finalicen en los diez primeros lugares de la escuela de clasificación). Todos los restantes clasificados vía escuela de clasificación obtendrán una tarjeta condicional. También obtendrán acceso al Korn Ferry Tour quienes terminen en el Top 5 del PGA Tour Canada, del PGA Tour Latinoamérica o del PGA Tour China. El líder de estos tours obtendrá una tarjeta exenta, mientras que quienes finalicen entre los puestos 2 a 5 obtendrán una exención condicional.
Los torneos del Korn Ferry Tour entregan puntos oficiales del Ranking Mundial Oficial de Golf. El ganador obtendrá un mínimo de 14 puntos OWGR (siempre que se jueguen al menos 54 hoyos) y un mínimo de 20 en el caso del Korn Ferry Tour Championship. Además, los eventos del Korn Ferry Tour Finals otorgan un mínimo de 16 puntos al ganador. Tanto el ganador del Korn Ferry Tour Finals como quien haya obtenido la mayor cantidad de puntos entre temporada regular y la postemporada recibirán una invitación para participar en The Players Championship.

### Promoción directa al PGA Tour
Todo golfista que obtenga tres triunfos durante la temporada regular del Korn Ferry Tour obtendrá, de manera inmediata, una tarjeta exenta para disputar torneos del PGA Tour por lo que resta de la temporada en curso y para la temporada siguiente. Desde la creación del tour, doce jugadores han conseguido acceder al PGA Tour por esta vía.

## Palmarés
| Korn Ferry Tour | Korn Ferry Tour                                | Korn Ferry Tour | Korn Ferry Tour                               | Korn Ferry Tour | Korn Ferry Tour                           | Korn Ferry Tour |
| Año             | Líder de la temporada regular                  | Puntos          | Líder Korn Ferry Tour Finals                  | Puntos          | Líder temporada completa                  | Puntos          |
| --------------- | ---------------------------------------------- | --------------- | --------------------------------------------- | --------------- | ----------------------------------------- | --------------- |
| 2019            | Zhang Xinjun                                   | 1.962           | Scottie Scheffler                             | 1.268           | Scottie Scheffler                         | 2.935           |
| Web.com Tour    |                                                |                 |                                               |                 |                                           |                 |
| Año             | N°1 lista de ganancias en la temporada regular | Ganancias (USD) | N°1 lista de ganancias Korn Ferry Tour Finals | Ganancias (USD) | N°1 lista de ganancias temporada completa | Ganancias (USD) |
| 2018            | Im Sung-jae                                    | 534.326         | Denny McCarthy                                | 255.793         | Im Sung-jae                               | 553.800         |
| 2017            | Brice Garnett                                  | 368.761         | Chesson Hadley                                | 298.125         | Chesson Hadley                            | 562.475         |
| 2016            | Wesley Bryan                                   | 449.392         | Grayson Murray                                | 248.000         | Wesley Bryan                              | 449.392         |
| 2015            | Patton Kizzire                                 | 518.240         | Chez Reavie                                   | 323.066         | Patton Kizzire                            | 567.865         |
| 2014            | Carlos Ortiz                                   | 515.403         | Derek Fathauer                                | 250.133         | Adam Hadwin                               | 529.792         |
| 2013            | Michael Putnam                                 | 450.184         | John Peterson                                 | 230.000         | Chesson Hadley                            | 535.432         |

| Web.com Tour    | Web.com Tour                                   | Web.com Tour    | Web.com Tour | Web.com Tour | Web.com Tour |
| Año             | N°1 lista de ganancias en la temporada regular | Ganancias (USD) |              |              |              |
| --------------- | ---------------------------------------------- | --------------- | ------------ | ------------ | ------------ |
| 2012            | Casey Wittenberg                               | 433.453         |              |              |              |
| Nationwide Tour |                                                |                 |              |              |              |
| Año             | N°1 lista de ganancias                         | Ganancias (USD) |              |              |              |
| 2011            | J. J. Killeen                                  | 414.273         |              |              |              |
| 2010            | Jamie Lovemark                                 | 452.951         |              |              |              |
| 2009            | Michael Sim                                    | 644.142         |              |              |              |
| 2008            | Matt Bettencourt                               | 447.863         |              |              |              |
| 2007            | Richard Johnson                                | 445.421         |              |              |              |
| 2006            | Ken Duke                                       | 381.443         |              |              |              |
| 2005            | Troy Matteson                                  | 491.009         |              |              |              |
| 2004            | Jimmy Walker                                   | 371.346         |              |              |              |
| 2003            | Zach Johnson                                   | 494.882         |              |              |              |
| Buy.com Tour    |                                                |                 |              |              |              |
| Año             | N°1 lista de ganancias                         | Ganancias (USD) |              |              |              |
| 2002            | Patrick Moore                                  | 381.965         |              |              |              |
| 2001            | Chad Campbell                                  | 394.552         |              |              |              |
| 2000            | Spike McRoy                                    | 306.638         |              |              |              |
| Nike Tour       |                                                |                 |              |              |              |
| Año             | N°1 lista de ganancias                         | Ganancias (USD) |              |              |              |
| 1999            | Carl Paulson                                   | 223.051         |              |              |              |
| 1998            | Bos Burns                                      | 178.664         |              |              |              |
| 1997            | Chris Smith                                    | 225.201         |              |              |              |
| 1996            | Stewart Cink                                   | 251.699         |              |              |              |
| 1995            | Jerry Kelly                                    | 188.878         |              |              |              |
| 1994            | Chris Perry                                    | 167.148         |              |              |              |
| 1993            | Sean Murphy                                    | 166.293         |              |              |              |
| Ben Hogan Tour  |                                                |                 |              |              |              |
| Año             | N°1 lista de ganancias                         | Ganancias (USD) |              |              |              |
| 1992            | John Flannery                                  | 164.115         |              |              |              |
| 1991            | Tom Lehman                                     | 141.934         |              |              |              |
| 1990            | Jeff Maggert                                   | 108.644         |              |              |              |